# Shinin' on - Shinin' love
『Shinin' on - Shinin' love』（シャイニン・オン・シャイニン・ラヴ）はMAXの8枚目のシングルである。1997年10月29日発売。

## 概要
- 前々作「Give me a Shake」からの流れを汲む、ダンサブルなR&B系ミディアムテンポのナンバー。
- PVの撮影当日、NANAは髪型を変えて撮影に挑んだが、後日完成品を見た事務所の社長がこの髪型にNGを出したため、後日NANAの出演シーン(4人でのダンスパートも含む)を全て撮り直したとの事。
  - ただし、作中の盗撮・覗き見されているようなシーンのみ、撮り直しは行われずそのまま残っているため、どのような髪型だったのは確認可能。
  - 差し替え前のバージョンはお蔵入りとなり、現在ビデオがどこにあるかはメンバーも分からないとのこと。
  - シングル発売時に放送されたCMでは、差し替え前のものと思われる映像が使用されており、完成版にはない「オレンジの衣装を着用したメンバーがソファーの前で踊る」シーンが存在した。このCMも商品化されていないため現在は視聴不可能。
- 2020年、公式YouTubeチャンネルで定点ダンス動画が公開された。

## 収録曲
1. Shinin' on - Shinin' love
作詞：森浩美 / 作曲・編曲：上野圭市
2. I will
作詞：森浩美 / 作曲・編曲：上野圭市
3. Shinin' on - Shinin' love (Original Karaoke)
4. I will (Original Karaoke)

## タイアップ
Shinin' on - Shinin' love
日本テレビ系「バレーボール・ワールドグランドチャンピオンズカップ'97」イメージソング

## 収録アルバム
Shinin' on - Shinin' love
- MAXIMUM II (#10)
- MAXIMUM COLLECTION (#6)
- PRECIOUS COLLECTION 1995-2002 (Disc-1 #8)
- MAXIMUM PERFECT BEST (Disc-1 #5)
- SUPER EUROBEAT presents HYPER EURO MAX (#7, Aggressive Mix)
- MAXIMUM TRANCE (#3, Dub's Pop Trance Vocal Remix)
- NEW EDITION 〜MAXIMUM HITS〜 (#3, Takashi Ikezawa MIX)

I will
- MAXIMUM II (#4)
- MAXIMUM COLLECTION (#7)
- SUPER EUROBEAT presents HYPER EURO MAX (#10, Sentimental Mix)